# ميناء الغردقة
ميناء الغردقة، هو أحد الموانئ المصرية التابعة للهيئة العامة لموانئ البحر الأحمر، ويقع على الساحل الغربي للبحر الأحمر بالقرب من مدخل خليج السويس على مسافة 370 كم جنوب السويس.
تبرز أهمية الميناء لموقعه وخدمة السياحة العالمية بمنطقة البحر الأحمر وسياحة اليخوت بأنوعها وسياحة سفن الرحلات الطويلة وكذا خطوط الملاحة البحرية لنقل السياح والركاب من السعودية ودول الخليج لميناء شرم الشيخ البحرى.

## مقومات الميناء

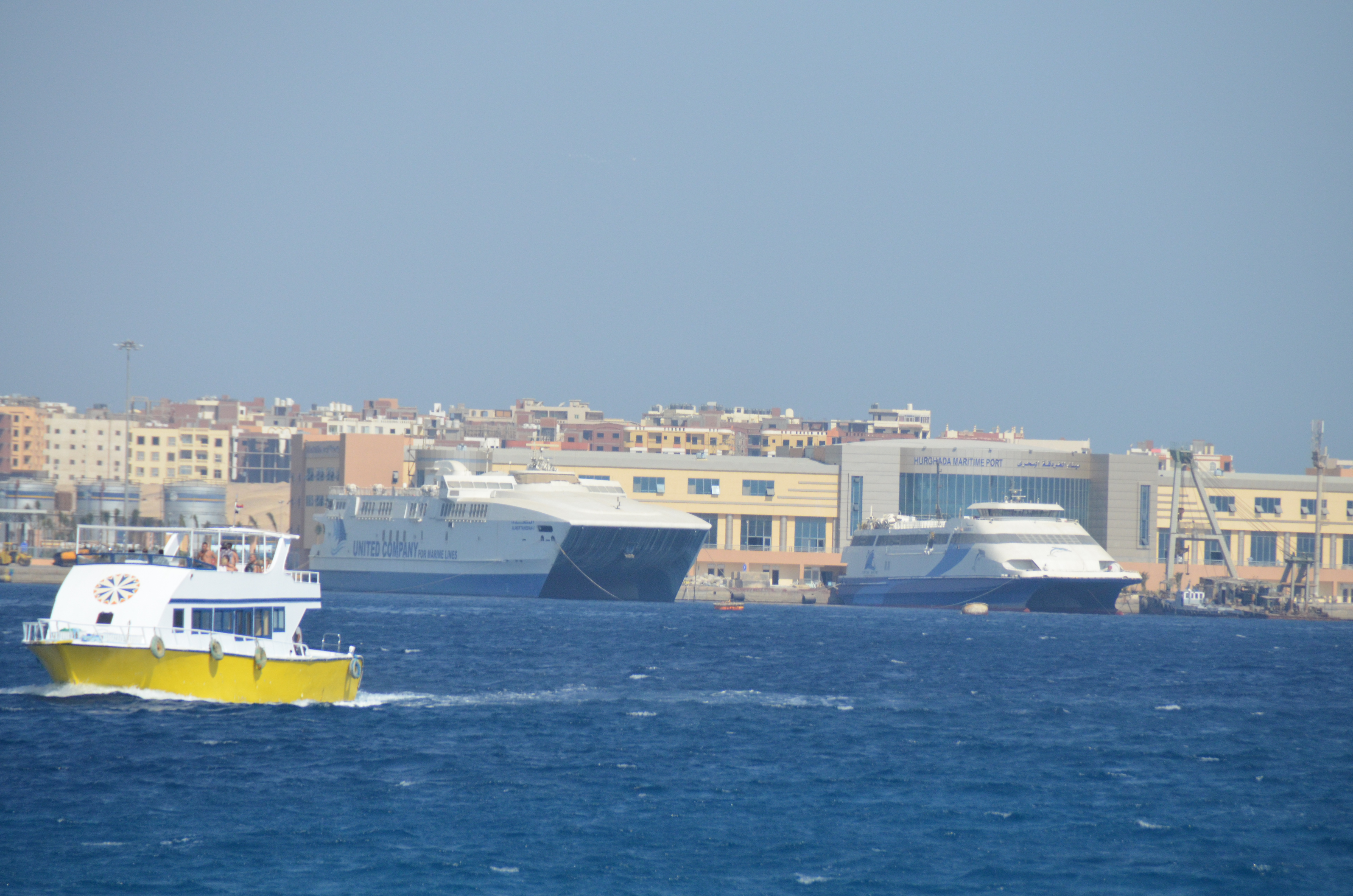

تم إنشاء صالة حديثة للركاب بمساحة 900 متر مربع مجهزة بكافة الخدمات التي يحتاج إليها السائحون ومجهزة بأجهزة الكشف عن الأمتعة والمفرقعات وبوابات الأشخاص. جارى حالياً التخطيط لبناء صالة سفر جديدة على مساحة 900 متر مربع وإنشاء ساحة الكشف عن السيارات القادمة بصحبة الركاب وزيادة أطوال الأرصفة لتصل إلى 240 متر لمواجهة الحركة المتزايدة لنقل الركاب والسائحين.
- متوسط عدد السفن السياحية 675 سفينة سنوياً.
- ومتوسط عدد اليخوت السياحية 210 يخت سنوياً.
- عدد سفن الركاب العاديين (الغردقة / ضبا) 600 سفينة بالإضافة إلى 13 ألف سيارة بصحبة الركاب.
- متوسط عدد السائحين 50 ألف سائح سنوياً.
- متوسط عدد الركاب العاديين 500 ألف راكب سنوياً (ضبا/الغردقة) - (الغردقة/شرم)

| إجمالى المساحة    | 9913000 متر مربع |
| المساحة الأرضية   | 15690 متر مربع   |
| المساحة المائية   | 9897310 متر مربع |
| طول الممر الملاحى | 9000 متر         |
| عمق الممر الملاحى | 15 متر           |

## الخصائص

### خصائص الأرصفة
| رقم الرصيف | الطول (متر) | أقصى غاطس (متر) | عدد الشمعات |
| ---------- | ----------- | --------------- | ----------- |
| ركاب       |             |                 |             |
| 1          | 240         | 5               | -           |
| الإجمالى   |             |                 |             |
| 1          | 240         | -               | -           |